# Desktop and mobile Architecture for System Hardware
Desktop and mobile Architecture for System Hardware (DASH), em português Arquitetura de Desktop e Móvel para Hardware de Sistema, é um padrão da Distributed Management Task Force (DMTF).

## Descrição
Em abril de 2007, o Desktop and Mobile Working Group (DMWG) da DMTF começou a trabalhar em uma especificação de requisitos de implementação (DSP0232). A versão DASH 1.1 foi publicada em dezembro de 2007 e tornou-se um padrão DMTF em junho de 2009.
Sistemas em serviço e fora de serviço podem ser gerenciados, com capacidade de gerenciamento alinhada entre os modos, independente do estado do sistema operacional. As portas de gerenciamento HTTP e HTTPS são suportadas: portas TCP 623 e 664, respectivamente, para conexões de consoles de gerenciamento remoto a pontos de acesso de gerenciamento fora de banda (MAP) do DASH.
O esquema DMTF Common Information Model (CIM) define os dados e operações de gerenciamento DASH suportados. Existem 28 perfis CIM suportados na especificação DASH 1.1.
O DASH usa o protocolo Web Services for Management (WS-Management) do DMTF para comunicação de objetos e serviços do CIM.
Os serviços da web expõem um conjunto comum de operações para gerenciamento do sistema:
- DISCOVER
- recursos de gerenciamento GET, PUT, CREATE e DELETE, tais como valores e configurações de propriedade
- ENUMERATE para tabelas e coleções
- eventos SUBSCRIBE e DELETE (entrega de indicação)
- EXECUTE para serviços (chamada de método)

## Perfis
Os perfis DMTF CIM são suportados pela especificação DASH 1.1.
O DASH é projetado para sistemas de computadores desktop e móveis. Um padrão DMTF relacionado para o gerenciamento de sistemas de computadores servidores é a Systems Management Architecture for Server Hardware  (SMASH), com um conjunto similar de Perfis CIM.
A Intel Active Management Technology é uma implementação compatível do DASH.